# Nancray
Nancray ist eine französische Gemeinde mit 1300 Einwohnern (Stand: 1. Januar 2022) im Département Doubs in der Region Bourgogne-Franche-Comté. Sie gehört zum Arrondissement Besançon und ist Mitglied im Gemeindeverband Grand Besançon Métropole. Die Bewohner werden Nancréens und Nancréennes genannt.

## Geographie
Nancray liegt auf 413 m, etwa zwölf Kilometer östlich der Stadt Besançon (Luftlinie). Das Dorf erstreckt sich im westlichen Jura, auf dem sogenannten ersten Plateau im Becken von Saône, südlich der Jura-Randkette (Côte).
Die Fläche des 16,48 km² großen Gemeindegebiets umfasst einen Abschnitt des westlichen französischen Juras. Der Hauptteil des Gebietes wird vom breiten ersten Juraplateau eingenommen, das durchschnittlich auf 410 m liegt. Es bildet ein weites Becken ohne oberirdischen Abfluss. Nördlich von Nancray entspringen zwei kleine Bäche, die jedoch nach kurzer Strecke am Fuß der Côte wieder versickern. Im Bereich von Nancray ist das Plateau überwiegend von Acker- und Wiesland bestanden. Im Süden reicht der Gemeindeboden in das ausgedehnte Waldgebiet Forêt de Chauley (bis 450 m), im Westen in den Bois de Faule. Nach Norden erstreckt sich das Gemeindeareal auf den langgezogenen, bewaldeten Höhenrücken der Côte du Mont (Jura-Randkette), die das Plateau vom angrenzenden Doubstal trennt. Hier wird mit 561 m die höchste Erhebung von Nancray erreicht.
Zu Nancray gehört der Weiler Moulin Neuf (395 m) auf dem Plateau am Südfuß der Côte du Mont. Nachbargemeinden von Nancray sind Vaire im Norden, Osse im Osten, Bouclans und La Chevillotte im Süden sowie Gennes im Westen.

## Geschichte
Das Gemeindegebiet von Nancray war schon sehr früh besiedelt. Spuren, welche auf die Anwesenheit des Menschen schließen lassen, sind aus dem Neolithikum, aus der Bronze- und der Eisenzeit bekannt. Während der gallorömischen Zeit bestand hier vermutlich eine Siedlung.
Erstmals urkundlich erwähnt wird Nancray im Jahr 1104 unter dem Namen Nanchra. Im Mittelalter gehörte das Dorf zur Herrschaft Montfaucon. Im Dreißigjährigen Krieg wurde es schwer in Mitleidenschaft gezogen. Nach dem Wiederaufbau bildete es eine eigene kleine Herrschaft. Zusammen mit der Franche-Comté gelangte Nancray mit dem Frieden von Nimwegen 1678 an Frankreich.

## Sehenswürdigkeiten

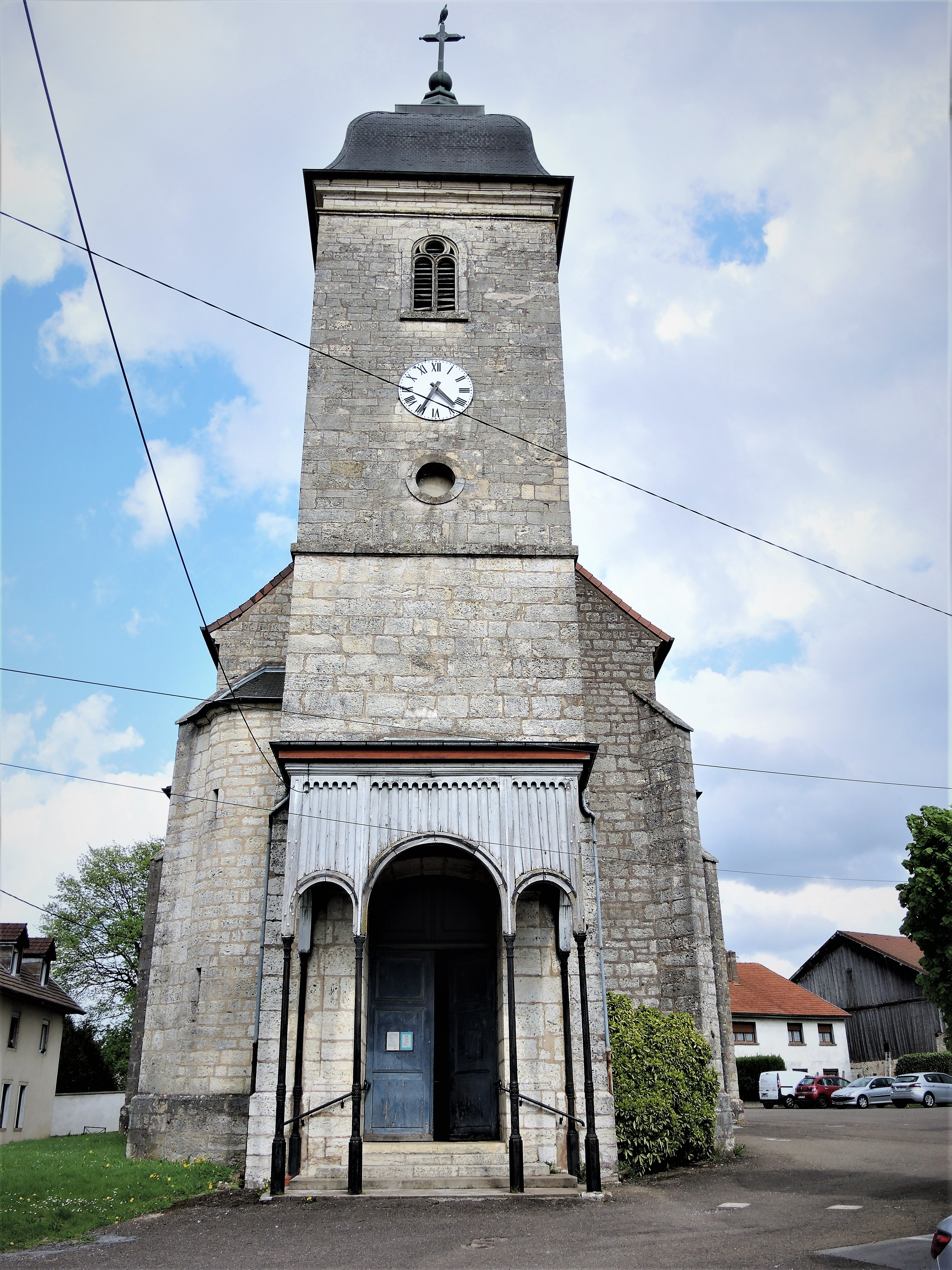
Kirche Saint-Valère

Die einschiffige Kirche Saint-Valère wurde 1757 an der Stelle eines mittelalterlichen Gotteshauses neu erbaut. Zu den besonderen Attraktionen von Nancray zählt das Musée de Plein Air des Maisons Comtoises, ein Freilichtmuseum, in dem 24 Bauernhäuser aus dem 18. Jahrhundert im charakteristischen Stil der Franche-Comté besichtigt werden können.

Musée de Plein Air des Maisons Comtoises
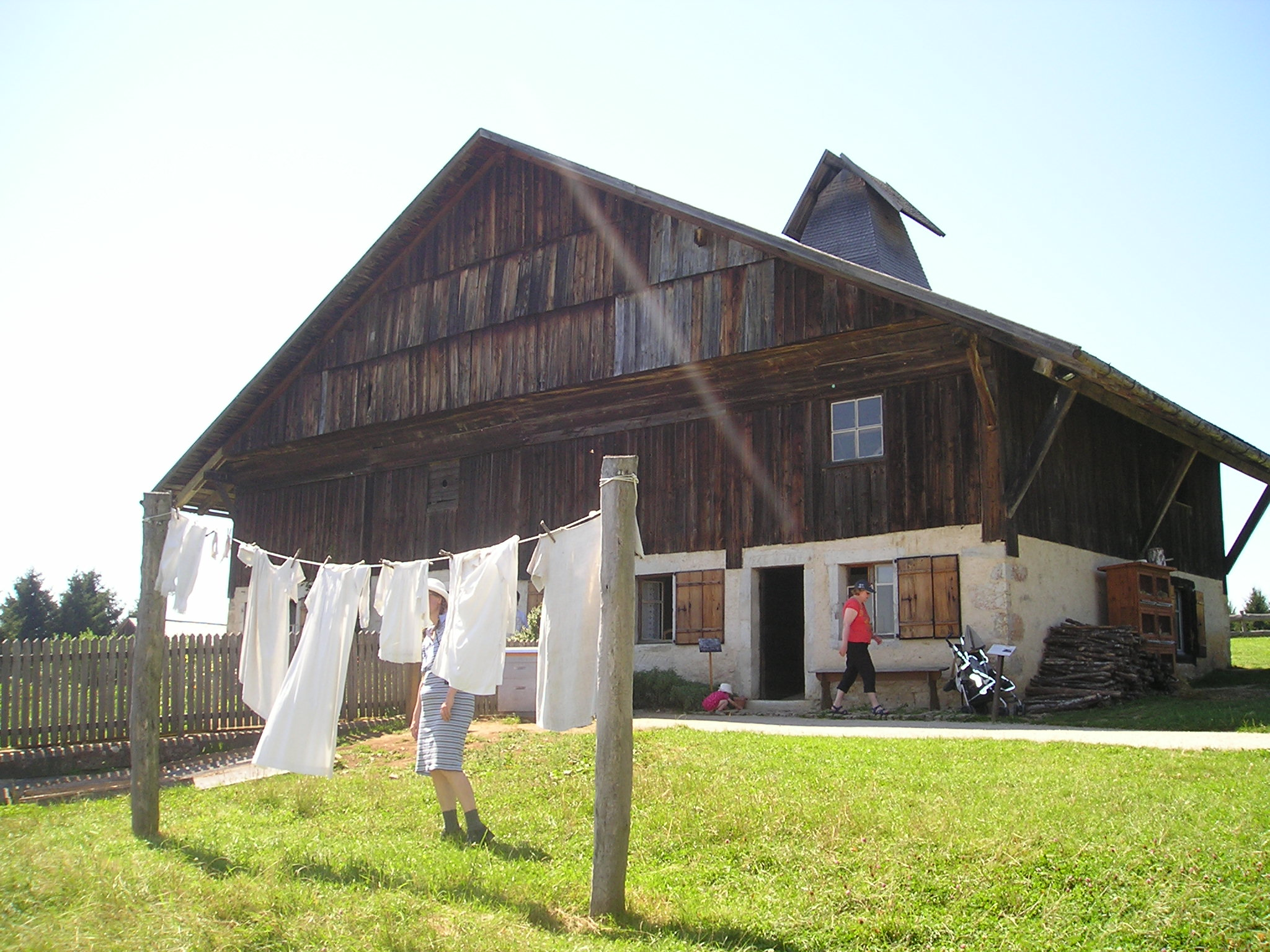
Ferme à tuyé du Haut-Doubs
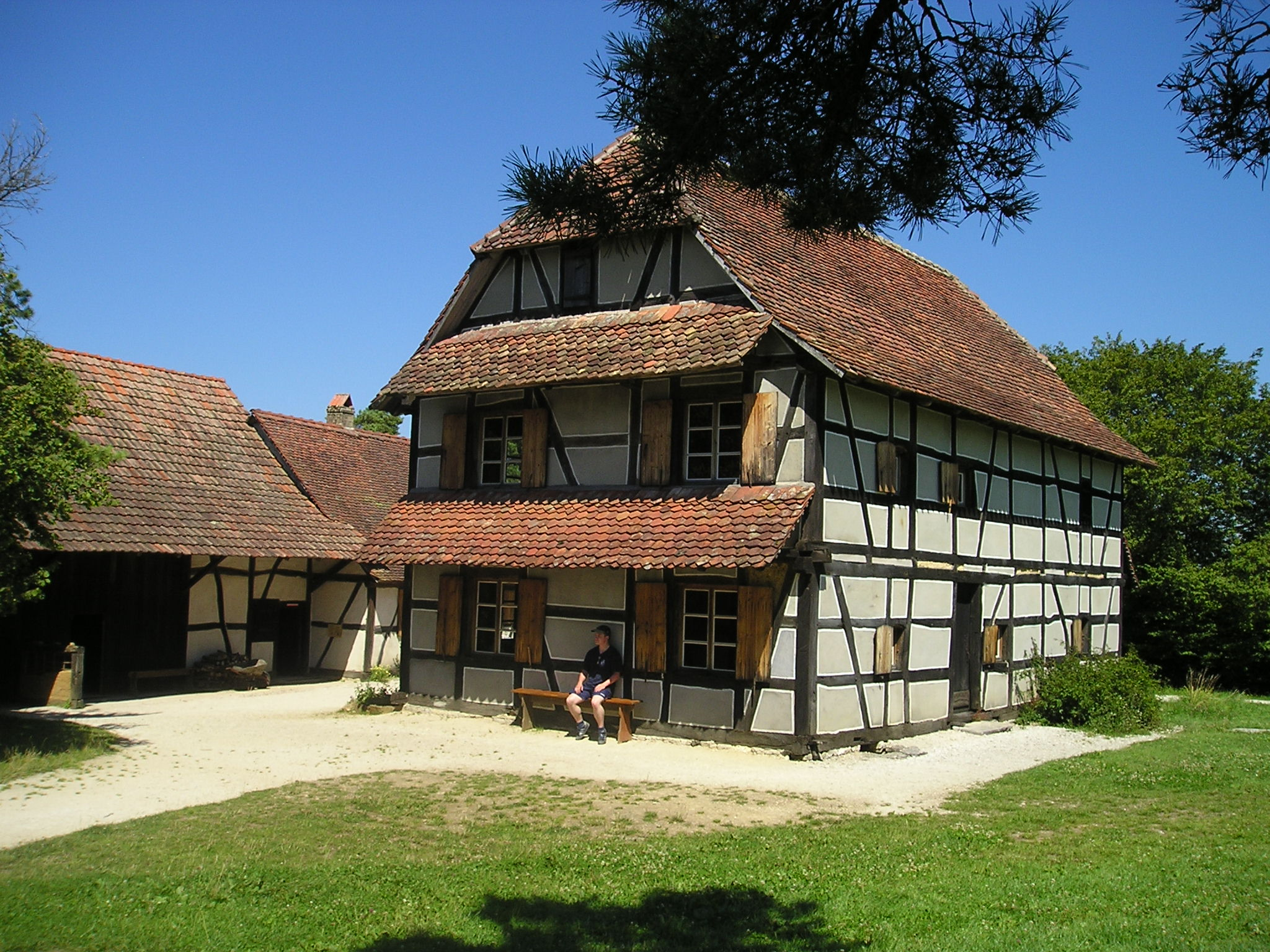
Bauernhaus aus dem Sundgau
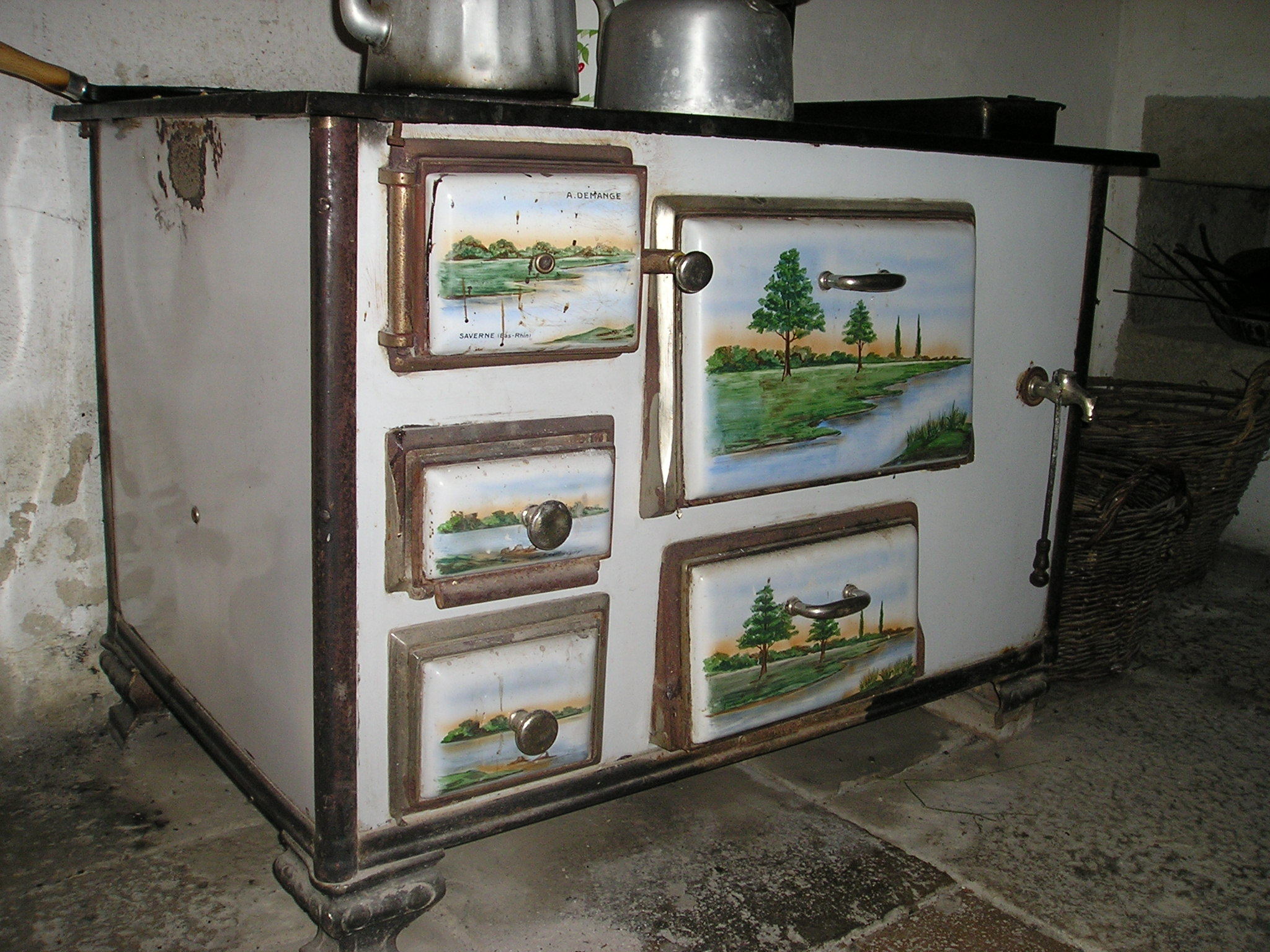
Bemalter Herd
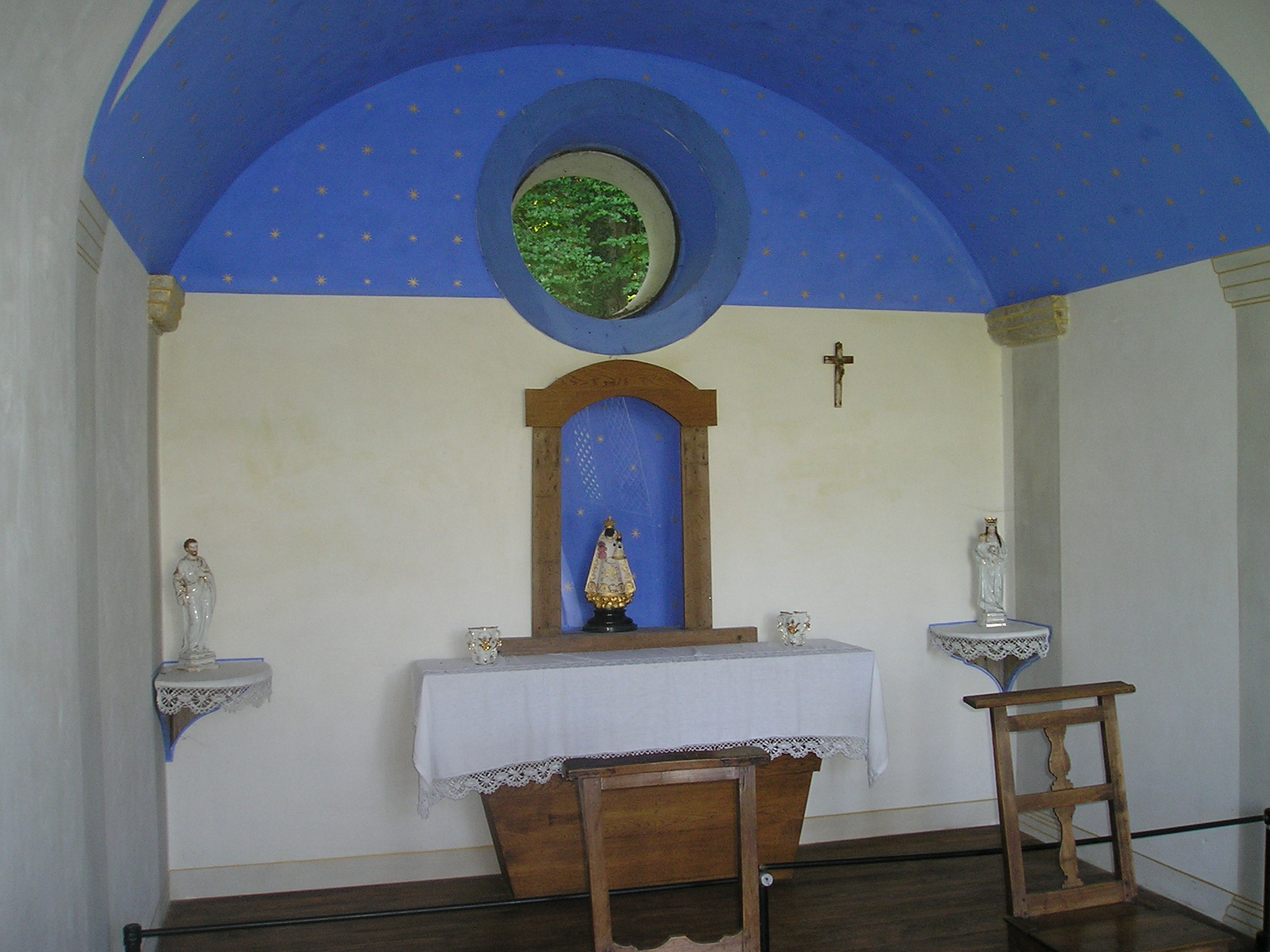
Chapelle Notre-Dame-d'Einsiedeln

## Bevölkerung
| Jahr                       | 1962 | 1968 | 1975 | 1982 | 1990 | 1999 | 2006 | 2018 |
| Einwohner                  | 424  | 504  | 588  | 779  | 897  | 1017 | 1148 | 1258 |
| Quellen: Cassini und INSEE |      |      |      |      |      |      |      |      |

Mit 1300 Einwohnern (Stand 1. Januar 2022) gehört Nancray zu den kleineren Gemeinden des Départements Doubs. Nachdem die Einwohnerzahl in der ersten Hälfte des 20. Jahrhunderts abgenommen hatte (1886 wurden noch 553 Personen gezählt), wurde seit Beginn der 1960er Jahre wieder ein markantes Bevölkerungswachstum verzeichnet. Seither hat sich die Einwohnerzahl fast verdreifacht.

## Wirtschaft und Infrastruktur
Nancray war bis weit ins 20. Jahrhundert hinein ein vorwiegend durch die Landwirtschaft (Ackerbau, Obstbau und Viehzucht) und die Forstwirtschaft geprägtes Dorf. Daneben gibt es heute einige Betriebe des lokalen Kleingewerbes, darunter eine Sägerei, mechanische Werkstätten und weitere Handwerksbetriebe. Mittlerweile hat sich das Dorf auch zu einer Wohngemeinde gewandelt. Viele Erwerbstätige sind Wegpendler, die in der Agglomeration Besançon ihrer Arbeit nachgehen.
Die Ortschaft liegt abseits der größeren Durchgangsstraßen an einer Departementsstraße, die von Besançon nach Sancey-le-Grand führt. Weitere Straßenverbindungen bestehen mit Osse und La Chevillotte.